# 베이징 영화 대학
베이징 영화 대학(북경전영학원, 중국어 간체자: 北京电影学院, Beijing Film Academy, BFA)은 중화인민공화국 베이징에 있는 영화인을 전문으로 양성하는 공립대학이다.